# Rudolfing-ház
A Rudolfing dinasztia frank uralkodócsalád volt, melynek tagjai Burgundia urai voltak.

## A család felemelkedése
A család legkorábbról ismert jeles képviselője Austrasia uralkodója, Nagy Ruthard volt. A Welf-család ágaként jelentős kapcsolataik voltak a birodalom vezetőihez, köztük a Welf Judith házassága révén Jámbor Lajoshoz is. A kapcsolatból jelentősen profitált Konrád és Rudolf. Konrád fiai később átpártoltak Kopasz Károlyhoz, mellyel hatalmi központjuk is nyugatabbra tolódott, így a Welf dinasztia két ágra szakadt. A nyugaton, azaz Burgundiában uralkodó ágból fejlődött ki a Rudolfing, vagy Rudolf-ág.
Az Ifjabb Konrád a 9. század második felében megkapta Auxerre Grófságát, később a Jura és Genf körüli területeket, Lausanne és Sitten városait is.

## Lásd még
- Welf-ház